# Spoils system

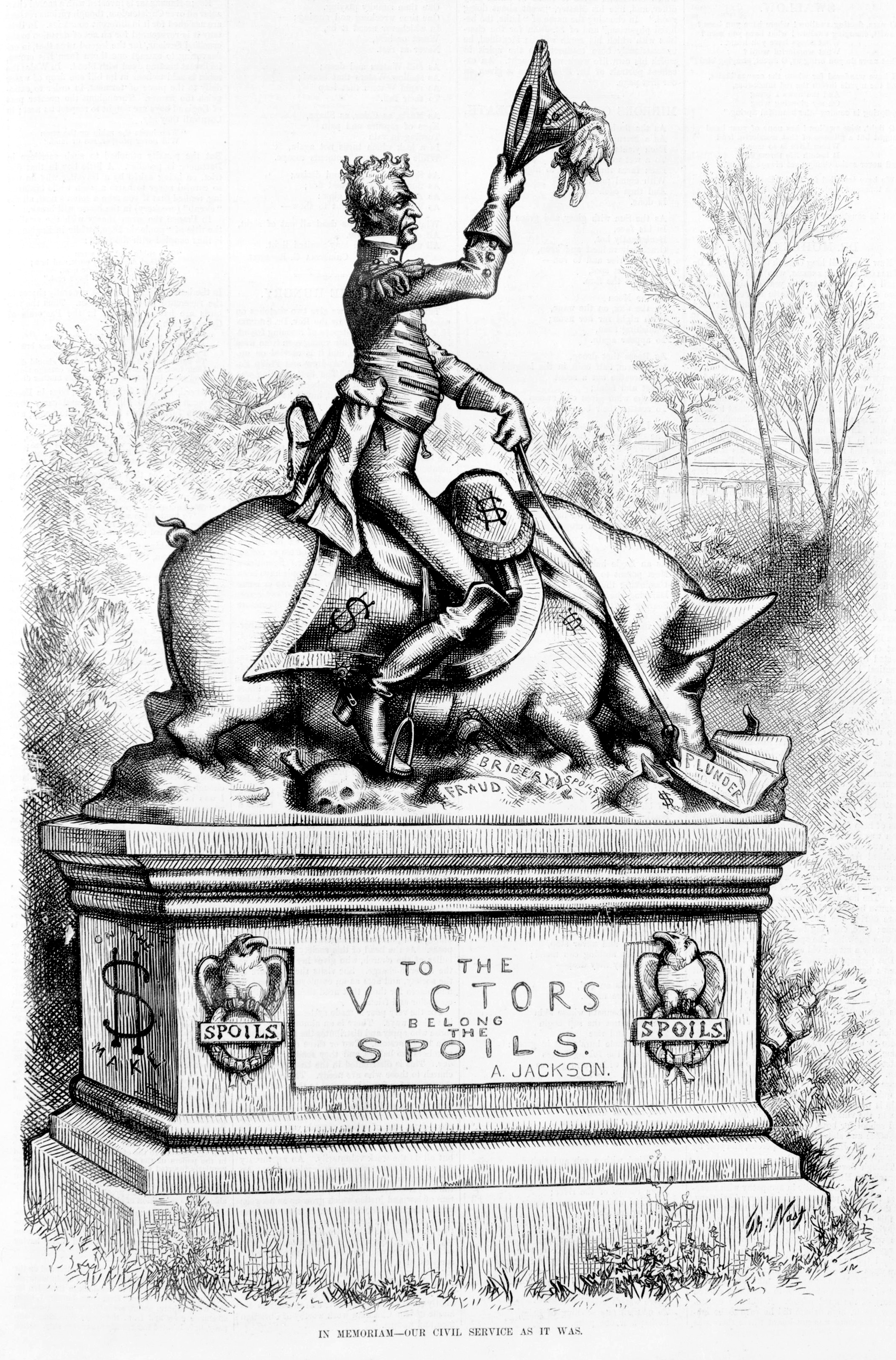
Cartoon de Thomas Nast, mostrando Andrew Jackson em um porco, que por sua vez está m cima da "fraude", "suborno" e "espólio".

Na política dos Estados Unidos, o spoil system (também conhecido como patronage system; em português, "sistema de espólios" ou "patronagem") é uma prática na qual um partido político, depois de ganhar uma eleição, dá cargos no governo para seus apoiadores, como retribuição ao apoio dado na eleição e um incentivo para continuar trabalhando pelo partido, totalmente em contraposição a um sistema que privilegie o mérito, tendo semelhanças com o clientelismo.
O termo deriva da frase do então senador norte-americano William L. Marcy, "to the victor belong the spoils" (ao vitorioso pertence o espólio), referindo-se à vitória do democrata Andrew Jackson na Eleição de 1828.
Quando Andrew Jackson foi eleito presidente, muitos ricos norte-americanos possuíam cargos no governo que até então eram considerados perpétuos — uma vez indicados pelo presidente ou pelo Congresso, não eram substituídos até sua morte ou sua aposentadoria. Todavia, Jackson, após assumir a presidência, afastou muitos destes oficiais do governo, substituindo por seus seguidores; diversos historiadores acreditam que Jackson tenha iniciado o sistema de spoils.